# Сент-Патрик (Доминика)
Сент-Патрик (англ. Saint Patrick) — один из 10 приходов Доминики.
Граничит с приходами Сент-Джордж, Сент-Люк, Сент-Марк (на западе) и Сент-Дэвид (на севере). Площадь прихода 84,4 км². Население 8383 человека.

## Поселения
Берекуа (также часто Гранд-Бей) и Ля-Плэн являются самыми крупными деревнями в округе. Другие поселения:
- Багатэль
- Бельвю-Шопен (также в Сент-Джордже)
- Боэтика
- Бордо
- Делисе
- Дюбук
- Фон-Сен-Жан
- Женева
- Хэгли
- Монтин
- Пти-Саванн
- Пичелин
- Пуэнт-Карибе
- Равин-Банан
- Стоу
- Тет-Морн